# منطقة دير حافر
منطقة دير حافر منطقة سورية إدارية تتبع محافظة حلب ومركزها مدينة دير حافر، بلغ تعداد سكان المنطقة 91,124 نسمة حسب التعداد السكاني لعام 2004 ، أحدثت المنطقة عام 2009 طبقاً لمرسوم جمهوري نص على إحداث منطقة في محافظة حلب باسم منطقة دير حافر فصلاً عن منطقة الباب.

## النواحي التابعة الى مدينة دير حافر
- ناحية مركز دير حافر
- ناحية رسم حرمل الإمام
- ناحية كويرس شرقي